# Србобран (лист)
Србобран: лист за политику, народну просвету и привреду је било гласило Српске народне самосталне странке у банској Хрватској које је, са прекидима, излазило од 1884. до 1914. године у Загребу.

## Историјат
Лист је почео излазити у Загребу октобра 1884. Покренуо га је барон Јован Живковић, а први уредник био је Павле Јовановић. Штампан је на ћирилици, и првобитно је излазио два до три пута недељно, а од јануара 1900. сваки дан. Привремено је престао да излази септембра 1902, након немира који су у Загребу избили због чланка Николе Стојановића Срби и Хрвати. Од децембра 1902. излазио је под називом Нови Србобран, а од 1907. до 1914. године поново као Србобран. Лист је забрањен по избијању Првог светског рата. 
У периоду 1902-1914. године уредништво листа чинили су Светозар Прибићевић (главни уредник), његова браћа Адам, Милан и Валеријан, Јован Бањанин и Будислав Будисављевић.

## Занимљивости
Неки уредници српских новина и часописа на територији данашње Хрватске, а ондашње Аустроугарске, нису имали дужи животни век. Тако је родом Корчуланин, Србин католик Антун Фабрис, након тамновања због објављивања песме Бокешка ноћ у првом књижевном часопису у Дубровнику - Срђ, трајно нарушио своје здравље и преминуо је у 40. години живота. Католички Србин Луко Зоре је поживео 60 година, а уредник Српског гласа у Загребу, Милан Ђорђевић умире у 39. години. Павле Јовановић, први уредник Србобрана, који је такођер био у тамници због неких чланака (критике аустроугарске власти у БиХ)  умире у напону снаге и политиког талента у 48. години живота. Сава Бјелановић, уредник Српског листа, који је касније забрањен и каснијег Српског гласа (Задар) живи до своје 46. године. Будислав Будисављевић уредник Новог Србобрана и Српскога кола умире, као и новинар и уредник Српског кола, Милан Грчић, у 42. години живота. Сима Лукин Лазић, власник и уредник листа Врач погађач умире у 40. години.